# Rhyscotoides cubensis
Rhyscotoides cubensis är en kräftdjursart som först beskrevs av Gustav Budde-Lund1908.  Rhyscotoides cubensis ingår i släktet Rhyscotoides och familjen Rhyscotidae. Inga underarter finns listade i Catalogue of Life.